# スタージョン級原子力潜水艦
スタージョン級原子力潜水艦（スタージョンきゅうげんしりょくせんすいかん、英語: Sturgeon class submarine）はアメリカ海軍の攻撃型原子力潜水艦。基本計画番号はSCB 188AないしSCB 188M（SSN-678〜684、686、687）。
パーミット級の後継で、パーミット級（14隻）を上回る37隻が建造され、1960年代末から1980年代前半にかけて攻撃型潜水艦の主力をなした。最後期に建造された9隻（SSN-678〜687、以下後期建造艦）は、ハープーンの搭載による対水上打撃能力の向上に対応するために、AN/BQQ-2ソナーから探知距離が大きく高精度のAN/BQQ-5ソナーに換装したことにより船体が延長され、またパーチー（SSN-683）は大規模な改装を受けているため、要目に変化がある。

## 概要
スタージョン級は、対潜戦を第一の任務とし、速力よりも静粛性と探知能力を重視して設計され、初めて7翼のハイスキュード・プロペラが採用された。パーミット級と同様、氷海行動を念頭に置いてセイルの構造を強化し、浮上時の深度管制を容易にするため、セイルプレーンの装備位置を低くし、なおかつ、90度まで旋回可能としている。本級以前の潜水艦開発を踏まえて、安全対策、兵装、居住性を改善する機軸が盛り込まれたことにより本級は高い評価を得たものの、排水量の増大と船型の大型化は避けられず、特に涙滴型から魚雷型に船型が変更され水中抵抗が増大したにもかかわらず、出力の向上がなかったため、速力はいっそうの低下（パーミット級の28ノットから25ノットに）を見た。
就役期間中に、トマホーク巡航ミサイル、ハープーン対艦ミサイルなどの新兵器が登場し、魚雷とサブロック対潜ミサイルのみだった攻撃型潜水艦の兵装は著しく多様化したが、兵装搭載可能量の増大は小幅にとどまったため、搭載量の分配にやや悩まされた節がある。
冷戦後の研究により、設計命数は当初の20年間から30年間、個別の場合によっては33年間に及ぶ延長が可能であることが示され、ソナー・システムの改良、燃料交換、新型の曳航式ソナー・アレイの増設を含む改装が検討された。しかし、冷戦後の軍縮下で、スタージョン級の各艦は艦の寿命に達する以前に、高価な原子炉の燃料交換を避けるために退役が進められ、情報収集任務に従事するパーチー (SSN-683) を除く全艦が1990年代末までに、また、2004年10月19日にパーチーが、それぞれ退役したことにより、スタージョン級は米海軍から完全に姿を消した。

## 派生型
スタージョン級の船体を元に、自然循環循環式原子炉を搭載するナーワル（USS Narwhal, SSN-671） と、ターボ・エレクトリック方式推進を採用したグレナード・P・リプスコム（USS Glenard P. Lipscomb, SSN-685）の2隻が建造され、さらなる静粛性の向上を含んだ次世代攻撃原潜の原型が模索された。詳細は各記事を参照。

### 特殊任務艦
1979年、パーチー (SSN-683) は、シーウルフ (SSN-575)とハリバット (SSN-587) に続く特殊任務艦に改装された。この場合の「特殊任務」とは、ソ連領海内に進出しての情報収集任務に従事することを意味し、同年、電子情報収集及び分析装置を増載する改装を受けた。1987〜1991年には、「研究開発（Research & Development）」計画に従い、メア・アイランド海軍工廠で、セイル前方に約30mの区画を挿入し、船体を延長する工事が行われた（同時に炉心交換も行われた）。これにより、海底作業用の区画および無人遠隔作業艇（ROV: Remote Operation Vehicle）格納庫が増設され、さらに72名の追加人員を輸送可能となる。これに伴い要目は大きく変わり、水中排水量は7,800tに増大し、速力はさらに低下した。
また、この大改装に伴って、代替艦として、リチャード・B・ラッセル (SSN-687) が所要の改装を施された上で、4隻目の特殊任務艦に指定された（1987年）が、パーチーの復帰に伴って指定は解除された。
パーチー (SSN-683 Parche)
- 全長：122.4m
- 喫水：8.8m
- 排水量（水上/水中）：不明/7800t
- 水中速力：20kt以上
- 乗員：179名（士官22名、先任兵曹含め下士官兵157名）

（注：1987〜91年の改装後の数値）

## 比較表
|           |              | バージニア級        | バージニア級        | シーウルフ級        | シーウルフ級        | ロサンゼルス級      | ロサンゼルス級      | リプスコム          | ナーワル            |
| Block V - | Block I - IV | 準同型              | 1,2番艦             | フライトII/III      | フライトI           |                     |                     | リプスコム          | ナーワル            |
| --------- | ------------ | ------------------- | ------------------- | ------------------- | ------------------- | ------------------- | ------------------- | ------------------- | ------------------- |
| 船体      | 水上排水量   | 不明                | 不明                | 7,568 t             | 7,460 t             | 6,255 t - 6,330 t   | 6,080 t - 6,165 t   | 5,813 t             | 4,450 t             |
| 船体      | 水中排水量   | 10,400 t            | 7,800 t             | 12,139 t            | 9,150 t             | 7,102 t - 7,177 t   | 6,927 t - 7,012 t   | 6,480 t             | 5,350 t             |
| 船体      | 全長         | 140,4 m             | 114.8 m             | 138 m               | 107.6 m             | 109.73 m            | 109.73 m            | 111 m               | 95.91 m             |
| 船体      | 全幅         | 不明                | 10.4 m              | 12.2 m              | 12.2 m              | 10.1 m              | 10.1 m              | 9.8 m               | 11.46 m             |
| 船体      | 吃水         | 不明                | 9.3 m               | 10.9 m              | 10.67 m             | 9.75 m              | 9.8m                | 不明                | 8.8 m               |
| 主機      | 機関         | 原子炉+蒸気タービン | 原子炉+蒸気タービン | 原子炉+蒸気タービン | 原子炉+蒸気タービン | 原子炉+蒸気タービン | 原子炉+蒸気タービン | 原子炉+蒸気タービン | 原子炉+蒸気タービン |
| 主機      | 方式         | GT                  | GT                  | GT                  | GT                  | GT                  | GT                  | TE                  | GT                  |
| 主機      | 原子炉       | GE S9G              | GE S9G              | WEC S6W             | WEC S6W             | GE S6G              | GE S6G              | WEC S5W             | GE S5G              |
| 主機      | 出力         | 40,000 shp          | 40,000 shp          | 45,000 shp          | 45,000 shp          | 30,000 shp          | 30,000 shp          | 12,500 shp          | 17,000 shp          |
| 主機      | 水中速力     | 不明                | 推定34 kt           | 25 kt               | 35 kt               | 31 kt               | 31 kt               | 23 kt               | 25 kt               |
| 兵装      | 水雷         | 533mm魚雷発射管×4門 | 533mm魚雷発射管×4門 | 660mm魚雷発射管×8門 | 660mm魚雷発射管×8門 | 533mm魚雷発射管×4門 | 533mm魚雷発射管×4門 | 533mm魚雷発射管×4門 | 533mm魚雷発射管×4門 |
| 兵装      | ミサイル     | VLS×40セル          | VLS×12セル          | ―                   | ―                   | VLS×12セル          | ―                   | ―                   | ―                   |
| 同型艦数  | 同型艦数     | 推定38隻            | 28隻予定            | 1隻                 | 2隻                 | 31隻                | 31隻 （退役）       | 1隻 （退役）        | 1隻 （退役）        |

|          |            | スタージョン級      | スタージョン級      | タリビー             | スレッシャー級/ パーミット級 | ハリバット          | トライトン          | スキップジャック級  | スケート級          | シーウルフ          | ノーチラス          |
| 長船体型 | 短船体型   |                     |                     | タリビー             | スレッシャー級/ パーミット級 | ハリバット          | トライトン          | スキップジャック級  | スケート級          | シーウルフ          | ノーチラス          |
| -------- | ---------- | ------------------- | ------------------- | -------------------- | ---------------------------- | ------------------- | ------------------- | ------------------- | ------------------- | ------------------- | ------------------- |
| 船体     | 水上排水量 | 4,460 t             | 4,250 t             | 2,316 t              | 3,705 t                      | 3,655 t             | 5,800 t             | 3,070 t             | 2,550 t             | 3,260 t             | 2,980 t             |
| 船体     | 水中排水量 | 4,960 t             | 4,780 t             | 2,607 t              | 4,311 t                      | 5,000 t             | 7,900 t             | 3,500 t             | 2,848 t             | 4,110 t             | 3,520 t             |
| 船体     | 全長       | 92.1 m              | 89.1 m              | 83.2 m               | 84.9 m                       | 106.7 m             | 136.5 m             | 76.7 m              | 81.6 m              | 102.9 m             | 97.5 m              |
| 船体     | 全幅       | 9.7 m               | 9.7 m               | 7.2 m                | 9.7 m                        | 8.8 m               | 11.3 m              | 9.6 m               | 7.6 m               | 8.4 m               | 8.5 m               |
| 船体     | 吃水       | 9.1 m               | 7.4 m               | 6.4m                 | 7.7 m                        | 8.5 m               | 7.2 m               | 7.7 m               | 6.3 m               | 6.7 m               | 7.9 m               |
| 主機     | 機関       | 原子炉+蒸気タービン | 原子炉+蒸気タービン | 原子炉+蒸気タービン  | 原子炉+蒸気タービン          | 原子炉+蒸気タービン | 原子炉+蒸気タービン | 原子炉+蒸気タービン | 原子炉+蒸気タービン | 原子炉+蒸気タービン | 原子炉+蒸気タービン |
| 主機     | 方式       | GT                  | GT                  | TE                   | GT                           | GT                  | GT                  | GT                  | GT                  | GT                  | GT                  |
| 主機     | 原子炉     | WEC S5W             | WEC S5W             | CE S2C               | WEC S5W                      | WEC S3W             | GE S4G              | WEC S5W             | WEC S3W             | GE S2G              | WEC S2W             |
| 主機     | 出力       | 15,000 shp          | 15,000 shp          | 2,500shp             | 15,000 shp                   | 7,300 shp           | 45,000 shp          | 15,000 shp          | 6,600 shp           | 15,000 shp          | 15,000 shp          |
| 主機     | 水中速力   | 25 kt               | 25 kt               | 14.8 kt              | 28 kt                        | 20 kt以上           | 27 kt               | 29 kt               | 18 kt               | 19 kt               | 23.3 kt             |
| 兵装     | 水雷       | 533mm魚雷発射管×4門 | 533mm魚雷発射管×4門 | 533mm魚雷発射管×4門  | 533mm魚雷発射管×4門          | 533mm魚雷発射管×6門 | 533mm魚雷発射管×6門 | 533mm魚雷発射管×6門 | 533mm魚雷発射管×6門 | 533mm魚雷発射管×6門 | 533mm魚雷発射管×6門 |
| 兵装     | ミサイル   | ―                   | ―                   | レギュラス発射機×1基 | ―                            | ―                   | ―                   | ―                   | ―                   | ―                   | ―                   |
| 同型艦数 | 同型艦数   | 9隻 （退役）        | 28隻 （退役）       | 1隻 （退役）         | 14隻 （退役）                | 1隻 （退役）        | 1隻 （退役）        | 6隻 （退役）        | 4隻 （退役）        | 1隻 （退役）        | 1隻 （退役）        |

## 同型艦
同型艦の一覧を示す。
|          | 艦名                                                    | 船体番号 | 建造所                 | 母港           | DDS | 発注            | 起工            | 進水            | 就役            | 退役            |
| -------- | ------------------------------------------------------- | -------- | ---------------------- | -------------- | --- | --------------- | --------------- | --------------- | --------------- | --------------- |
| 短船体型 | スタージョン （Sturgeon）                               | SSN-637  | エレクトリック・ボート | チャールストン |     | 1961年 11月30日 | 1963年 8月10日  | 1966年 2月26日  | 1967年 3月3日   | 1994年 8月1日   |
| 短船体型 | ホエール （Whale）                                      | SSN-638  | フォアリバー           | グロトン       |     | 1961年 11月30日 | 1964年 5月27日  | 1966年 10月14日 | 1968年 10月12日 | 1996年 6月25日  |
| 短船体型 | トートグ （Tautog）                                     | SSN-639  | インガルス             | パールハーバー |     | 1961年 11月30日 | 1964年 1月27日  | 1967年 4月15日  | 1968年 8月17日  | 1997年 3月31日  |
| 短船体型 | グレイリング （Grayling）                               | SSN-646  | ポーツマス             | チャールストン |     | 1962年 9月5日   | 1964年 5月12日  | 1967年 6月22日  | 1969年 10月11日 | 1997年 7月18日  |
| 短船体型 | ポーギー （Pogy）                                       | SSN-647  | インガルス             | サンディエゴ   |     | 1963年 3月23日  | 1964年 5月5日   | 1967年 6月3日   | 1971年 5月15日  | 1999年 6月11日  |
| 短船体型 | アスプロ （Aspro）                                      | SSN-648  | インガルス             | パールハーバー |     | 1963年 3月26日  | 1964年 11月23日 | 1967年 11月29日 | 1969年 2月20日  | 1995年 3月31日  |
| 短船体型 | サンフィッシュ （Sunfish）                              | SSN-649  | フォアリバー           | チャールストン |     | 1963年 3月26日  | 1965年 1月15日  | 1966年 10月14日 | 1969年 3月15日  | 1997年 3月31日  |
| 短船体型 | パ－ゴ （Pargo）                                        | SSN-650  | エレクトリック・ボート | ブレマートン   |     | 1963年 3月26日  | 1964年 6月3日   | 1966年 9月17日  | 1968年 1月5日   | 1995年 4月14日  |
| 短船体型 | クイーンフィッシュ （Queenfish）                        | SSN-651  | ニューポート・ニューズ | パールハーバー |     | 1963年 3月26日  | 1964年 5月11日  | 1966年 2月25日  | 1966年 12月6日  | 1991年 11月8日  |
| 短船体型 | パファー （Puffer）                                     | SSN-652  | インガルス             | パールハーバー |     | 1963年 3月26日  | 1965年 2月8日   | 1968年 3月30日  | 1969年 8月9日   | 1996年 7月12日  |
| 短船体型 | レイ （Ray）                                            | SSN-653  | ニューポート・ニューズ | チャールストン |     | 1963年 3月26日  | 1965年 1月4日   | 1966年 6月21日  | 1967年 4月12日  | 1993年 3月16日  |
| 短船体型 | サンドランス （Sand Lance）                             | SSN-660  | ポーツマス             | グロトン       |     | 1963年 10月24日 | 1965年 1月15日  | 1969年 11月11日 | 1971年 9月25日  | 1998年 8月7日   |
| 短船体型 | レイポン （Lapon）                                      | SSN-661  | ニューポート・ニューズ | ノーフォーク   |     | 1963年 10月24日 | 1965年 7月26日  | 1966年 12月16日 | 1967年 12月14日 | 1992年 8月8日   |
| 短船体型 | ガーナード （Gurnard）                                  | SSN-662  | サンフランシスコ       | サンディエゴ   |     | 1963年 10月24日 | 1964年 12月22日 | 1967年 5月20日  | 1968年 12月6日  | 1995年 4月28日  |
| 短船体型 | ハンマーヘッド （Hammerhead）                           | SSN-663  | ニューポート・ニューズ | ヴァレーホ     |     | 1964年 5月28日  | 1965年 11月29日 | 1967年 4月14日  | 1968年 6月28日  | 1995年 4月5日   |
| 短船体型 | シーデビル （Sea Devil）                                | SSN-664  | ニューポート・ニューズ | チャールストン |     | 1964年 5月28日  | 1966年 4月12日  | 1967年 10月5日  | 1969年 1月30日  | 1991年 10月16日 |
| 短船体型 | ギターロ （Guitarro））                                 | SSN-665  | メアアイランド         | サンディエゴ   |     | 1964年 12月18日 | 1965年 12月9日  | 1968年 7月27日  | 1972年 9月9日   | 1992年 5月29日  |
| 短船体型 | ホークビル （Hawkbill）                                 | SSN-666  | メアアイランド         | パールハーバー |     | 1964年 12月18日 | 1966年 9月12日  | 1969年 4月12日  | 1971年 2月4日   | 2000年 3月15日  |
| 短船体型 | バーゴール （Bergall）                                  | SSN-667  | エレクトリック・ボート | ニューロンドン |     | 1965年 3月9日   | 1966年 4月16日  | 1968年 2月17日  | 1969年 6月13日  | 1996年 6月6日   |
| 短船体型 | スペードフィッシュ （Spadefish）                        | SSN-668  | ニューポート・ニューズ | ノーフォーク   |     | 1965年 3月9日   | 1966年 12月21日 | 1968年 5月15日  | 1969年 8月14日  | 1997年 4月11日  |
| 短船体型 | シーホース （Seahorse）                                 | SSN-669  | エレクトリック・ボート | チャールストン |     | 1965年 3月9日   | 1966年 8月13日  | 1968年 6月15日  | 1969年 9月19日  | 1995年 8月17日  |
| 短船体型 | フィンバック （Finback）                                | SSN-670  | ニューポート・ニューズ | ノーフォーク   |     | 1965年 3月9日   | 1967年 6月26日  | 1968年 12月7日  | 1970年 2月4日   | 1997年 3月28日  |
| 短船体型 | ピンタド （Pintado）                                    | SSN-672  | メアアイランド         | サンディエゴ   |     | 1965年 12月29日 | 1967年 10月27日 | 1969年 8月16日  | 1971年 9月11日  | 1998年 2月26日  |
| 短船体型 | フライングフィッシュ （Flying Fish）                    | SSN-673  | エレクトリック・ボート | ブレマートン   |     | 1966年 7月15日  | 1967年 6月30日  | 1969年 5月17日  | 1970年 4月29日  | 1996年 5月16日  |
| 短船体型 | トレパン （Trepang）                                    | SSN-674  | エレクトリック・ボート | グロトン       |     | 1966年 7月15日  | 1967年 10月28日 | 1969年 9月27日  | 1970年 8月14日  | 1999年 6月1日   |
| 短船体型 | ブルーフィッシュ （Bluefish）                           | SSN-675  | エレクトリック・ボート | ノーフォーク   |     | 1966年 7月15日  | 1968年 3月13日  | 1970年 1月10日  | 1971年 1月8日   | 1996年 5月31日  |
| 短船体型 | ビルフィッシュ （Billfish）                             | SSN-676  | エレクトリック・ボート | グロトン       |     | 1966年 7月15日  | 1968年 9月20日  | 1970年 5月1日   | 1971年 3月12日  | 1999年 7月1日   |
| 短船体型 | ドラム （Drum）                                         | SSN-677  | メアアイランド         | サンディエゴ   |     | 1967年 3月15日  | 1968年 8月20日  | 1970年 5月23日  | 1972年 4月15日  | 1995年 10月30日 |
| 長船体型 | アーチャーフィッシュ （Archerfish）                     | SSN-678  | エレクトリック・ボート | グロトン       | 〇  | 1968年 6月25日  | 1969年 6月19日  | 1971年 1月16日  | 1971年 12月17日 | 1998年 3月31日  |
| 長船体型 | シルバーサイズ （Silversides）                          | SSN-679  | エレクトリック・ボート | ブレマートン   | 〇  | 1968年 6月25日  | 1969年 10月13日 | 1971年 6月4日   | 1972年 5月5日   | 1994年 7月21日  |
| 長船体型 | ウイリアム・H・ベイツ （William H. Bates） [ex-Redfish] | SSN-680  | インガルス造船所       | パールハーバー | 〇  | 1968年 6月25日  | 1969年 8月4日   | 1971年 12月11日 | 1973年 5月5日   | 2000年 2月11日  |
| 長船体型 | バットフィッシュ （Batfish）                            | SSN-681  | エレクトリック・ボート | グロトン       |     | 1968年 6月25日  | 1970年 2月9日   | 1971年 10月9日  | 1972年 9月1日   | 1999年 3月17日  |
| 長船体型 | タニー （Tunny）                                        | SSN-682  | インガルス             | パールハーバー | 〇  | 1968年 6月25日  | 1970年 5月22日  | 1972年 6月10日  | 1974年 1月26日  | 1998年 3月13日  |
| 長船体型 | パーチー （Parche）                                     | SSN-683  | インガルス             | サンディエゴ   |     | 1968年 6月25日  | 1970年 12月10日 | 1973年 1月13日  | 1974年 8月17日  | 2004年 10月19日 |
| 長船体型 | カヴァラ （Cavalla）                                    | SSN-684  | エレクトリック・ボート | パールハーバー | 〇  | 1968年 7月24日  | 1970年 6月4日   | 1972年 2月19日  | 1973年 2月9日   | 1998年 3月30日  |
| 長船体型 | L・メンデル・リヴァーズ （L. Mendel Rivers）            | SSN-686  | ニューポート・ニューズ | ノーフォーク   | 〇  | 1969年 7月1日   | 1971年 6月26日  | 1973年 6月2日   | 1975年 2月1日   | 2001年 5月10日  |
| 長船体型 | リチャード・B・ラッセル （Richard B. Russell）          | SSN-687  | ニューポート・ニューズ | ヴァレーホ     |     | 1969年 7月25日  | 1971年 10月19日 | 1974年 1月12日  | 1975年 8月16日  | 1994年 6月24日  |